# Campo Erê
Campo Erê là một đô thị thuộc bang Santa Catarina, Brasil. Đô thị này có diện tích 478,734 km², dân số năm 2007 là 9590 người, mật độ 17,4 người/km².